# エイデン・フリント
エイデン・フリント（1989年7月11日 - ）はイングランドのサッカー選手。ポジションはDF。

## 経歴
2011年1月、スウィンドン・タウンFCと2年半契約を結んだ。
2013年6月11日、ブリストル・シティFCに30万ポンドで移籍した。8月3日のブラッドフォード・シティAFC戦でデビューした。
2018年6月27日、ミドルズブラFCと4年契約を結んだ。
2019年7月19日、カーディフ・シティFCと3年契約を結んだ。2020年10月16日にはシェフィールド・ウェンズデイFCに期限付き移籍したが、まもなくハムストリングに怪我を負う。翌年1月にミック・マッカーシーがカーディフの監督に就任すると、カーディフに呼び戻された。
2022年6月15日、ストーク・シティFCに1年契約で移籍した。